# Molenna

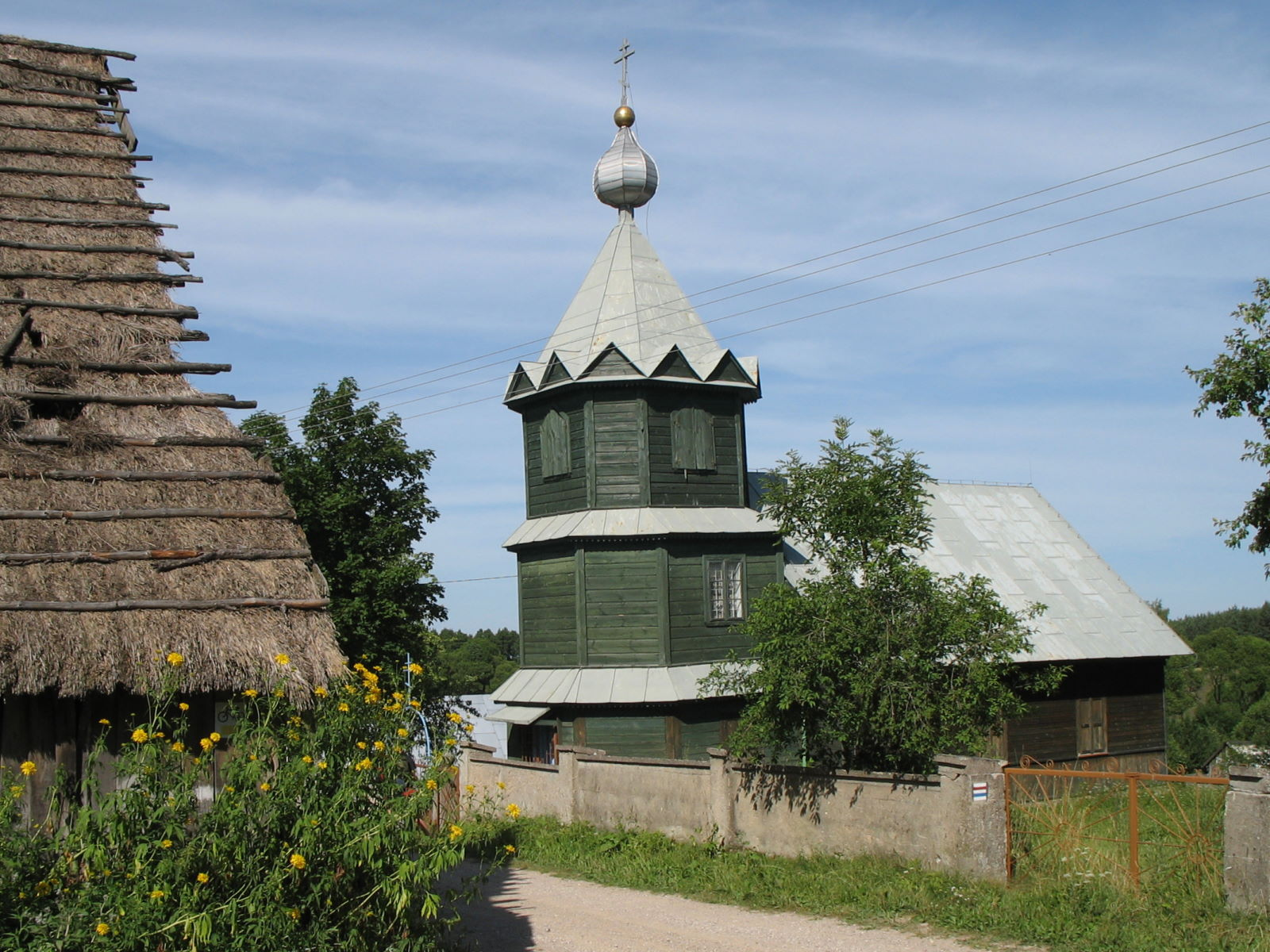
Molenna w Wodziłkach

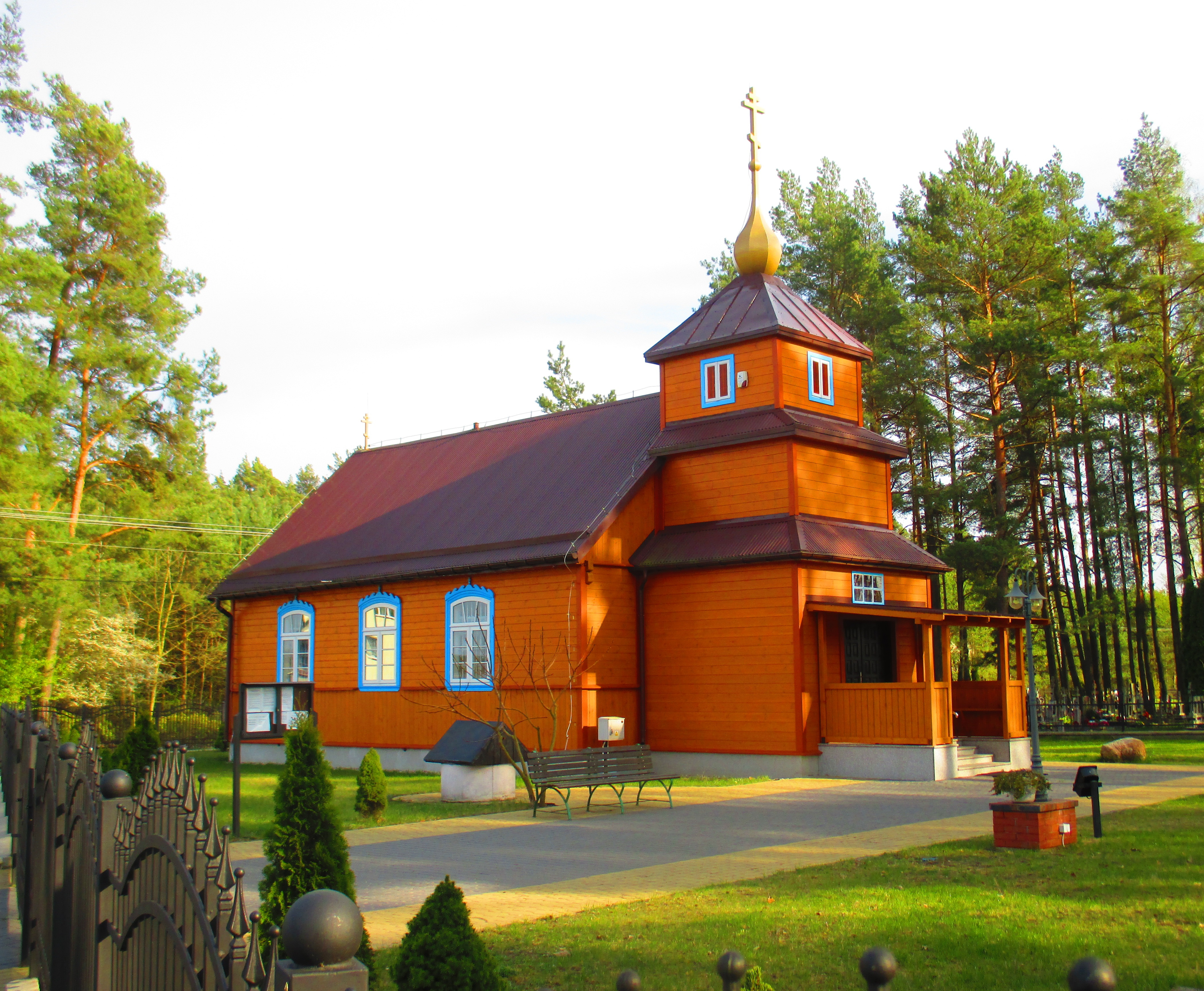
Molenna w Gabowych Grądach

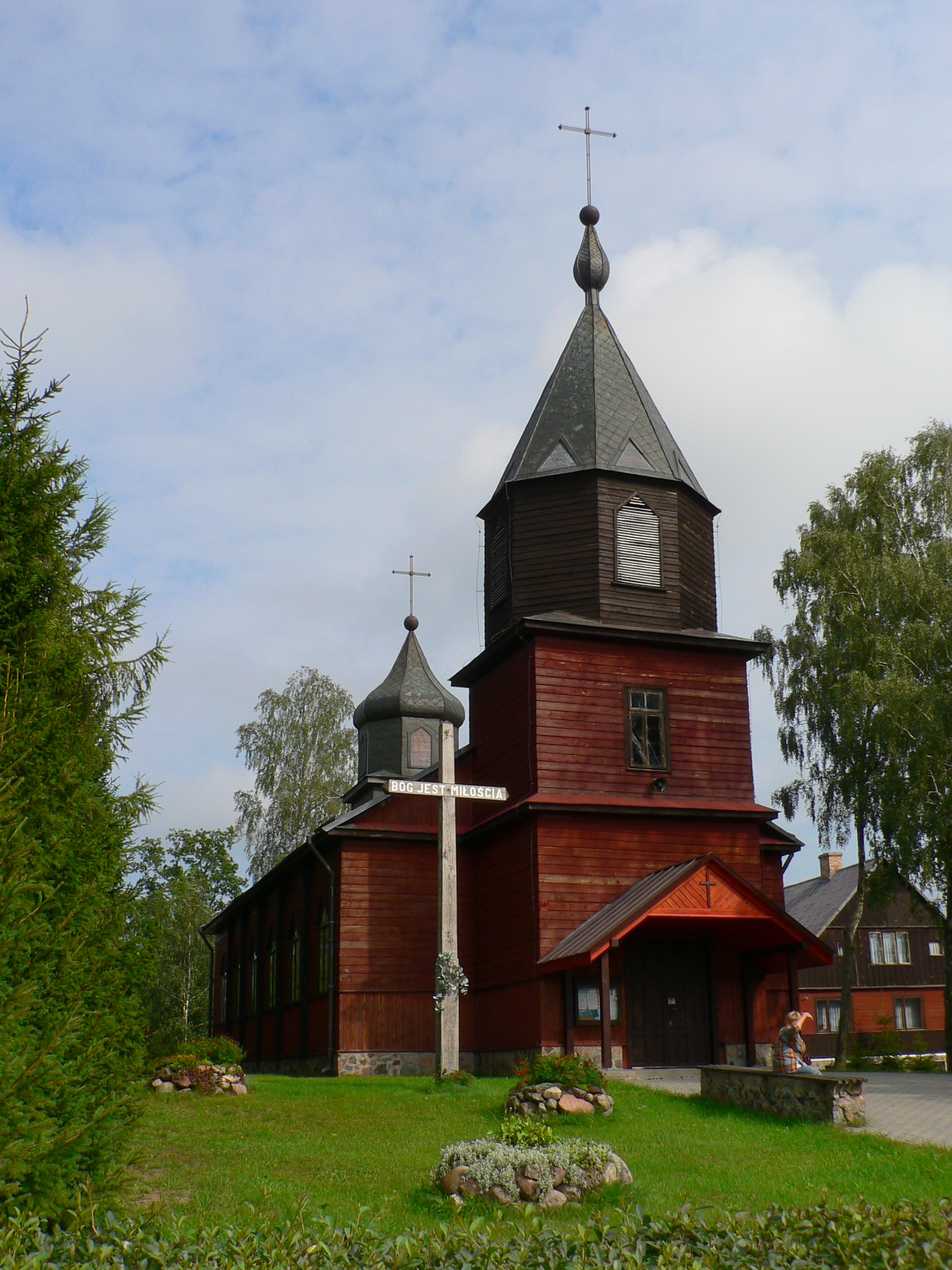
Kościół św. Anny w Gibach

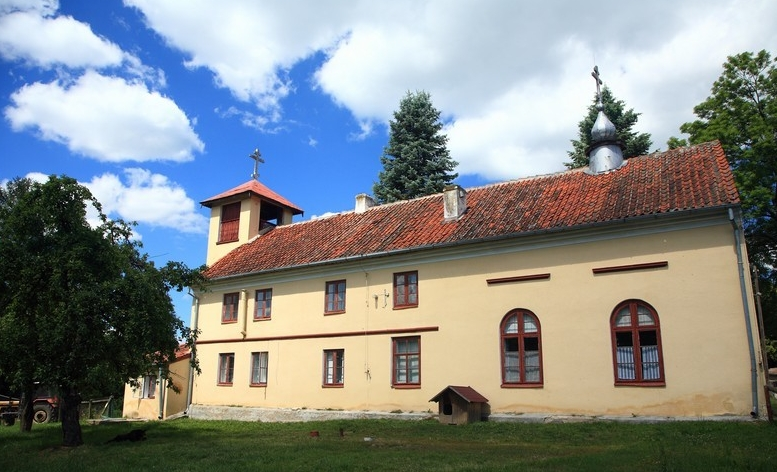
Dawny klasztor staroobrzędowców w Wojnowie

Molenna – dom modlitwy bezpopowców.

## Opis
Molenna przypomina budynek cerkwi prawosławnej, nie jest jednak miejscem sprawowania eucharystii. Nabożeństwa w niej odprawiane nie są Boską Liturgią, gdyż bezpopowcy nie mają konsekrowanych osób duchownych.
Molenna zbudowana jest zawsze na osi wschód – zachód. Wchodzi się do niej przez przedsionek, który zazwyczaj znajduje się pod ośmioboczną dzwonnicą zwieńczoną ośmiokończastym krzyżem. We wnętrzu obiektu w nawie głównej, na ścianie wschodniej znajduje się ikonostas. W odróżnieniu jednak od cerkwi nie ma za nim prezbiterium i ołtarza, a umieszczone na nim ikony nie są wbudowane i przymocowane do bramy, lecz stoją na specjalnych półkach.
W molennie przed ikonostasem wyróżnione jest miejsce dla nastawnika i pomagających mu lektorów zwane kliros lub swiataja swiatych. Jest to podwyższenie z krzyżem, ikonami i kilkoma pulpitami oddzielone przegrodą od miejsca dla wiernych, z którego odczytywane są teksty religijne i z którego prowadzone jest nabożeństwo.

## Molenny w Polsce
- Gabowe Grądy

We wsi znajdują się dwa domy modlitwy bezpopowców. Molenna w Gabowych Grądach należąca do Wschodniego Kościoła Staroobrzędowego pochodzi z 1948 roku. Została wzniesiona w miejscu wcześniejszej, zniszczonej podczas II wojny światowej. Jest drewniana, oszalowana, wzniesiona na rzucie prostokąta z dobudowaną od strony zachodniej na planie kwadratu trójkondygnacyjną dzwonnicą o konstrukcji szkieletowej. Druga molenna należy do Staroprawosławnej Cerkwi Staroobrzędowców i została zbudowana z nowoczesnych materiałów w 2015 roku.
- Suwałki

Molenna w Suwałkach pochodzi z lat 1909–1912. Jest największym staroobrzędowym domem modlitwy w Polsce. Zbudowana z drewna, dwuwieżowa. Przy suwalskiej molennie znajduje się siedziba władz zwierzchnich Wschodniego Kościoła Staroobrzędowego (d. Staroprawosławnej Cerkwi Pomorskiej Rzeczypospolitej Polskiej).
- Wodziłki

Molenna w Wodziłkach pochodzi z 1921 roku. Jest drewniana, wzniesiona na rzucie prostokąta z dobudowaną w 1928 roku od strony zachodniej ośmioboczną dzwonnicą zwieńczoną spadzistym dachem, kulą i ośmiokańczastym krzyżem.
- Wojnowo

Molenna w Wojnowie jest jedyną tego typu budowlą ceglaną w Polsce. Została zbudowana w latach 1923–1927 na wzór kościołów ewangelickich w modnym na Mazurach stylu neogotyckim.

## Dawne molenny w Polsce
- Kościół św. Anny w Gibach

Pierwotnie molenna bezpopowców wzniesiona w 1912 roku w miejscowości Pogorzelec. W latach 1913–1941 służyła jako dom modlitwy staroobrzędowców. Od 1982 roku po przeniesieniu na obecne miejsce i dostosowaniu do funkcji sakralnych pełni funkcję rzymskokatolickiego kościoła parafialnego.
- Klasztor staroobrzędowców w Wojnowie

Pierwotnie założony w 1847 roku klasztor stanowił własność mnichów bezpopowców. W 1885 roku budynek stał się ponownie własnością bezpopowców. Urządzono w nim monaster żeński, molennę i do 2006 roku mieszkały w nim mniszki tego wyznania. Od 1968 roku właścicielem zabudowań klasztornych jest rodzina Ludwikowskich, która po śmierci ostatniej mniszki urządziła w zabudowaniach poklasztornych muzeum i gospodarstwo agroturystyczne.